# Лонгена
Лонгена (итал. Longhena) је насеље у Италији у округу Бреша, региону Ломбардија.
Према процени из 2011. у насељу је живело 586 становника. Насеље се налази на надморској висини од 93 м.

## Становништво
Према резултатима пописа становништва 2011. у општини је живело 607 становника.
| 1951. | 1961. | 1971. | 1981. | 1991. | 2001. | 2011. |
| ----- | ----- | ----- | ----- | ----- | ----- | ----- |
| 758   | 625   | 546   | 516   | 522   | 578   | 607   |